# Sawah Baru (Kampar Timur)
Sawah Baru is een bestuurslaag in het regentschap Kampar van de provincie Riau, Indonesië. Sawah Baru telt 1117 inwoners (volkstelling 2010).